# Neil deGrasse Tyson
Neil deGrasse Tyson (Bronx, 1958. október 5. –) amerikai asztrofizikus, író és tudományos ismeretterjesztő személyiség, jelenleg a Hayden Planetárium igazgatója, illetve az Amerikai Természettudományi Múzeum asztrofizikai részlegének kutatási munkatársa. A 2014-ben indult Kozmosz: Történetek a világegyetemről című ismeretterjesztő sorozat műsorvezetője, amely az eredeti, 1980-as, Carl Sagan által megalkotott Kozmosz: Személyes utazás című sorozat hagyományait viszi tovább.

## Fiatalkora
Tyson a szociológus Cyril deGrasse Tyson, és a gerontológus Sunchita Marie (Feliciano) Tyson középső gyermeke, két testvére van. New Yorkban, Bronxban nevelkedett. Kilencéves korában jutott el a New York-i Hayden Planetáriumba, s ezt követően szenvedélyévé vált a csillagászat. „Az univerzum választott engem, nem volt beleszólásom a dologba” – magyarázta elhivatottságának spirituális vetületét egy interjúban. Kamaszkorában már elhivatottan tanulmányozta a csillagokat, 15 évesen pedig egy kis népszerűséget szerzett azzal, hogy órákat is tartott a témában.
Élete meghatározó élménye volt, amikor 1975-ben, 17 évesen, találkozott Carl Sagannal, melyet a Kozmosz: Történetek a világegyetemről című sorozat 1. részében is felelevenít. A történtekre így emlékszik: „Én csak egy bronxi kamasz voltam, Carl pedig akkor már elismert tudós, de így is látott bennem fantáziát, és meghívott az ithacai Cornell Egyetemre, ahol tanított. Attól a naptól kezdve már nemcsak azt tudtam, hogy milyen tudóssá szeretnék válni, de azt is, hogy milyen emberré.”
Tanulmányait a Harvard Egyetemen, az austini Texas Egyetemen és a Columbia Egyetemen végezte.
1995 óta ír rovatot a Natural History magazinnak. Az egyik ilyen rovatban megalkotta a Manhattanhenge kifejezést.

## Munkássága
Tyson kutatási területei főként a kozmológiára, a csillagkeletkezésre, a csillagfejlődésre és a galaktikus csillagászatra koncentráltak. Számos tisztséget töltött be olyan intézményeknél, mint a Marylandi Egyetem, a Princeton Egyetem, az Amerikai Természettudományi Múzeum és a Hayden Planetárium. Emellett népszerű könyveket írt csillagászat témakörben és publikált a Natural History magazinban is.
A Hayden Planetárium igazgatójaként ellenezte, hogy a kiállításokon a Plútó Naprendszerünk kilencedik bolygójaként szerepeljen. Tyson ezt azzal magyarázta, hogy szeretné, ha a Naprendszer objektumait közös tulajdonságaik alapján csoportosítanák, együtt a Föld-típusú bolygókat, együtt az óriásbolygókat és együtt a Plútóhoz hasonló törpebolygókat. Mint arról később a vele készített interjúkban beszámolt, ennek eredményeként számtalan gyűlölködő levelet kapott, főleg gyerekektől. Tevékenységének eredményeként a Nemzetközi Csillagászati Unió 2006. augusztus 24-én új bolygófogalmat alkotott, s ezzel a Plútó elveszítette „bolygó” besorolását. Tyson erre így emlékszik: „Egy darabig nem voltunk túl népszerűek a Hayden Planetáriumban.”
2007-től Tyson rendszeresen feltűnt a History Channel nevű televíziós csatorna A Világegyetem című ismeretterjesztő sorozatában.
Karrierje során 17 tiszteletbeli doktori címmel jutalmazták.
2018-ban Tyson, saját magát alakította Bill Nye tudós társával vendégszerepelőként az Agymenők című amerikai vígjátéksorozat utolsó évadjának első epizódjában. 

## Világnézete
Világnézetével kapcsolatban Tyson a következőket mondta: „Az embereket nagyon érdekli a vallással, a spiritualizmussal vagy az Istennel kapcsolatos álláspontom, így ha találnom kellene egy szót, ami a leginkább leírja ezeket, az az agnoszticizmus… de végül inkább egyáltalán nem lennék benne semmilyen kategóriában.” 2009-ben egy beszélgetés alkalmával így nyilatkozott: „Nem értek egyet az ateisták azon állításával, hogy a közösségük része vagyok. Nincs se időm, se energiám, se érdeklődésem arra, hogy így viselkedjek… Nem próbálom megtéríteni az embereket. Ez nem érdekel.”
Tyson is osztja Carl Sagan meggyőződését, hogy a kozmikus perspektíva lehet az, amely megmentheti a Földet és az emberiséget is. „Azok az emberek, akik igazán felfogják a kozmikus perspektívát, soha nem fognak háborúba vezetni embereket. Mert ez egyszerűen nem történhet meg. Ha megvan a kozmikus perspektívánk, és itt ez a kis Földnek nevezett porszem, akkor azt kérdezzük, ’Mégis mit akarsz csinálni? Itt vagy, egy képzeletbeli vonal egyik oldalán a homokban, és meg akarod ölni az embereket a túloldalon, miért is?’ A kozmikus perspektívát nem hordozza magában elég ember ebben a világban. Pedig az egész életünket megváltoztatná.”
Amikor 2008-ban a Time magazin arról kérdezte, az univerzummal kapcsolatban mi a legmeghökkentőbb tény, amelyet megosztana az emberekkel, Tyson így fogalmazott: „Amikor felnézek az égre, és igen, tudom, hogy részei vagyunk ennek az univerzumnak, hogy benne vagyunk az univerzumban, de talán ennél a két ténynél sokkal fontosabb, hogy az univerzum bennünk van. Amikor ezen gondolkodom, felnézek az égre – sokan kicsinek érzik magukat, mert az univerzum nagy, és ők kicsik, de én nagynak érzem magam, mert az atomjaim azokból a csillagokból jönnek.”

## Magánélete
Tyson jelenleg Manhattanben él feleségével, Alice Younggal, és két gyermekükkel.

## Magyarul megjelent művei
- Ha felfal egy fekete lyuk és egyéb kozmikus komplikációk; ford. Laki Mihály; Kossuth, Bp., 2017
- Terítéken a világegyetem. Asztrofizika mindenkinek; ford. Sódor Ádám; Kossuth, Bp., 2018